# CAD-objekt
Med CAD-objekter forstås de objekter, der modelleres i en CAD-model (computer aided design). Inden for byggebranchen er typiske CAD-objekter er vægge, døre, vinduer, dæk, søjler, bjælker, rør, kanaler, ventiler etc.
Definitioner på CAD-objekter kan findes i CAD-manualen del 4 eller i IFC-modellen.
| Lyd og billede | Spire Denne artikel om billed- og lydteknologi er en spire som bør udbygges. Du er velkommen til at hjælpe Wikipedia ved at udvide den. |